# آلمان‌هراسی

این حیوانِ دیوانه را نابود کن!. تبلیغاتِ سیاسیِ ایالات متحده.

آلمان‌هَراسی، ژِرمَنوفوبی (به انگلیسی: Germanophobia) یا احساساتِ ضدِ آلمانی(Anti-Germanism)، به عنوانِ مخالفت یا ترس از کشور آلمان و ساکنانِ آن و فرهنگ و زبانِ آلمانی شناخته شده‌است. مفهومِ مقابل آن آلمان‌دوستی یا ژِرمَنوفیلی (Germanophilia) است.
این پدیده از زمانی که آلمانی‌ها وجود داشته و با افراد دیگر ارتباط برقرار کرده‌اند وجود داشته‌است. به عنوان مثال، کرونیکن لترنس، یک تاریخ‌نویس دانمارکی در قرن دوازهم با نفرت عمیقی از همه چیز آلمان یاد می‌کند. با این حال، احساساتِ ضد آلمانی به خصوص از اواسط قرن ۱۹ با یگانگی آلمان و ظهور آن به شکلِ یک قدرت جهانی موازی و به عنوانِ یک پدیدهٔ سیاسی قابل توجه شد.

## قرن نوزدهم

### روسیه
در دهه ۱۸۶۰ شیوعِ آلمان هراسی در روسیه عمدتاً به گروه کوچکی از نویسندگان در سنت پترزبورگ که در یک روزنامه جناح راست متحد شده بودند محدود می‌شد. اما شدتِ روندِ آلمان هراسی در سال ۱۸۶۴ با انتشار مقاله‌ای توسط یک نویسنده با نام مستعار شدوفروتی Shedoferotti که پیشنهاد می‌کرد به لهستان استقلال داده شود و امتیازات بارونهای آلمان در کشورهای حوزه دریای بالتیک و فنلاند حفظ شود، آغاز شد. میخائیل کاتکوف با انتقاد شدید از این مقاله در اخبار مسکو نمود و درپیِ آن انبوهی از مقالات خشمگینانهٔ نویسندگان روسی که برخی از آن‌ها شامل حمله به آلمانی‌ها نیز می‌شد منتشر گردید.
در سال بعد (سال ۱۸۶۵) یکصدمین سالگردِ مرگِ میخاییل لومونسف در سراسر امپراطوری روسیه مشخص شده بود. سپس مقالاتی منتشر شد که در آن، مشکلاتِ لومونوسف با اعضای خارجی آکادمی علوم روسیه که اکثر آن‌ها آلمانی تبار بودند موردِ توجه قرار گرفته بود. پیشنهاد شد که برخی از نویسندگان که شهروندان روسی با منشاء آلمانی بودند و روسی سخن نمی‌گفتند و کلیسای ارتدوکس شرقی را دنبال می‌نمودند باید خارجی در نظر گرفته شوند. همچنین پیشنهاد شد که مردم آلمانی تباری که حسِ همبستگیِ همراه با احترام به روسیه ندارند از تصدیِ پست‌های دیپلماتیک منع شوند.
در نهایت، با وجودِ مبارزات علیه آلمانی‌ها، احساساتِ آلمانی گریزی در روسیه به گونهٔ گسترده توسعه نیافت و رو به خاموشی گرایید، چراکه خاندانِ سلطنتی ریشه‌های آلمانی داشتند و بسیاری از نام‌های آلمانی در میانِ نخبگان سیاسیِ آنهنگامِ روسیه حضور داشتند.

### بریتانیای کبیر

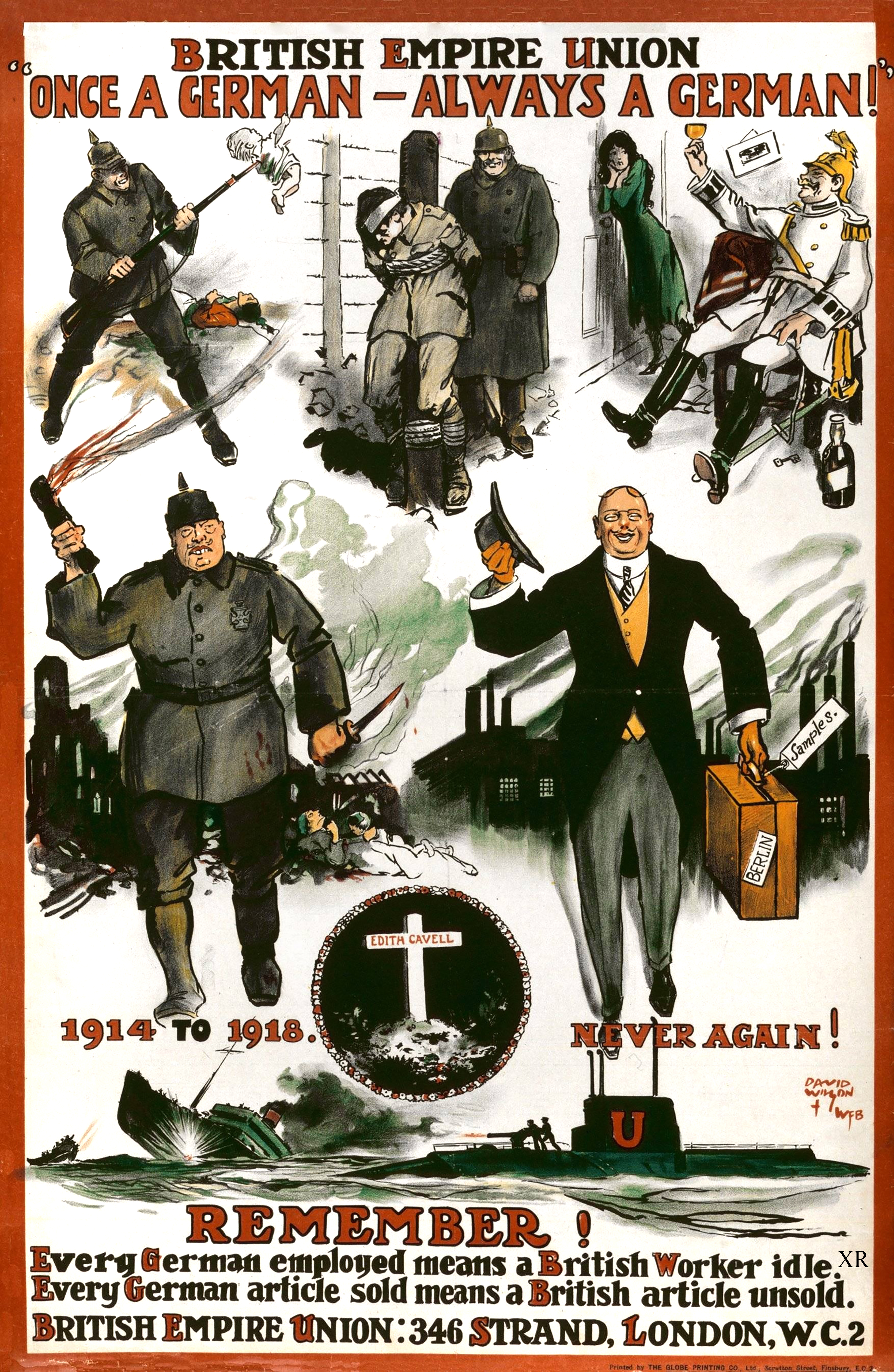
پوستر ضد آلمانی در سال‌های جنگ بریتانیا که خواستار تحریم کالاهای آلمانی شده و تاجران آلمانی را در بریتانیا به عنوان چهرهٔ دیگرِ همان سربازان آلمانی که جنایات سالهای ۱۹۱۴-۱۹۱۸ را انجام دادند می‌شناساند که دوباره با لباسِ مبدل بازگشته‌اند.

نظرات منفی در مورد آلمان در بریتانیا در دهه ۱۸۸۰ و پس از پیروزیِ پروس در جنگ فرانسه و پروس در ۱۸۷۰-۱۸۷۱، و با پیدایش «امپراتوری آلمان» با انتقاد در مطبوعات آغاز شد و بسیاری از آن‌ها با تمرکز بر این ایده که بریتانیا ممکن است قربانی بعدیِ آلمان پس از فرانسه باشد. در سال ۱۹۰۰ در طیِ جنگ بوئر دوم (جنگ دوم کشاورزان)، آرایشگری آلمانی در تاتنهام به همدردی و طرفداری بوئر متهم شد و مورد حمله قرار گرفت و در سال ۱۹۰۱، حمله به آلمانی‌ها در سفر با قطار در شرق لندن وجود داشت.
در واقع این حملات به رشد روزافزون علمی_صنعتی و پیشرفت شگفت آورانه «امپراتوری آلمان» در سده نوزدهم و تبدیل شدن آلمان به بزرگترین اقتصاد صنعتی اروپا و دومین اقتصاد قدرتمند جهان پس از آمریکا در سال ۱۹۰۰(آغاز سده بیستم) با پیشی گرفتن از «امپراتوری بریتانیا»بود، و بخشی از دولتمردان والاجایگاه بریتانیا،آلمان را بزرگترین خطر برای قدرت بریتانیا و نگه داری مستعمره هایش در آینده می‌دیدند و همین سبب جنگ افروزی و آلمان هراسی افراطی آنان شد از جمله بزرگترین آلمان ستیزان می توان از رابِرت گیلبِرت وَنسیتارت و وینْستون چِرچیل و اِدوارد گِرِی نام برد که مهمترین عوامل آغاز جنگ جهانی نخست شدند که خود آن جنگ سبب مشکلاتی شد که جنگ جهانی دوم را در پی داشت، همچنین برخی از جمله ونیستارت و چرچیل در جنگ جهانی دوم نیز نقش پررنگی بازی کردند.

## سرچشمه‌ها
- Thomas Fleming, The Illusion Of Victory: America In World War I (NY: Basic Books, 2003)